# Smorzamento (fluorescenza)

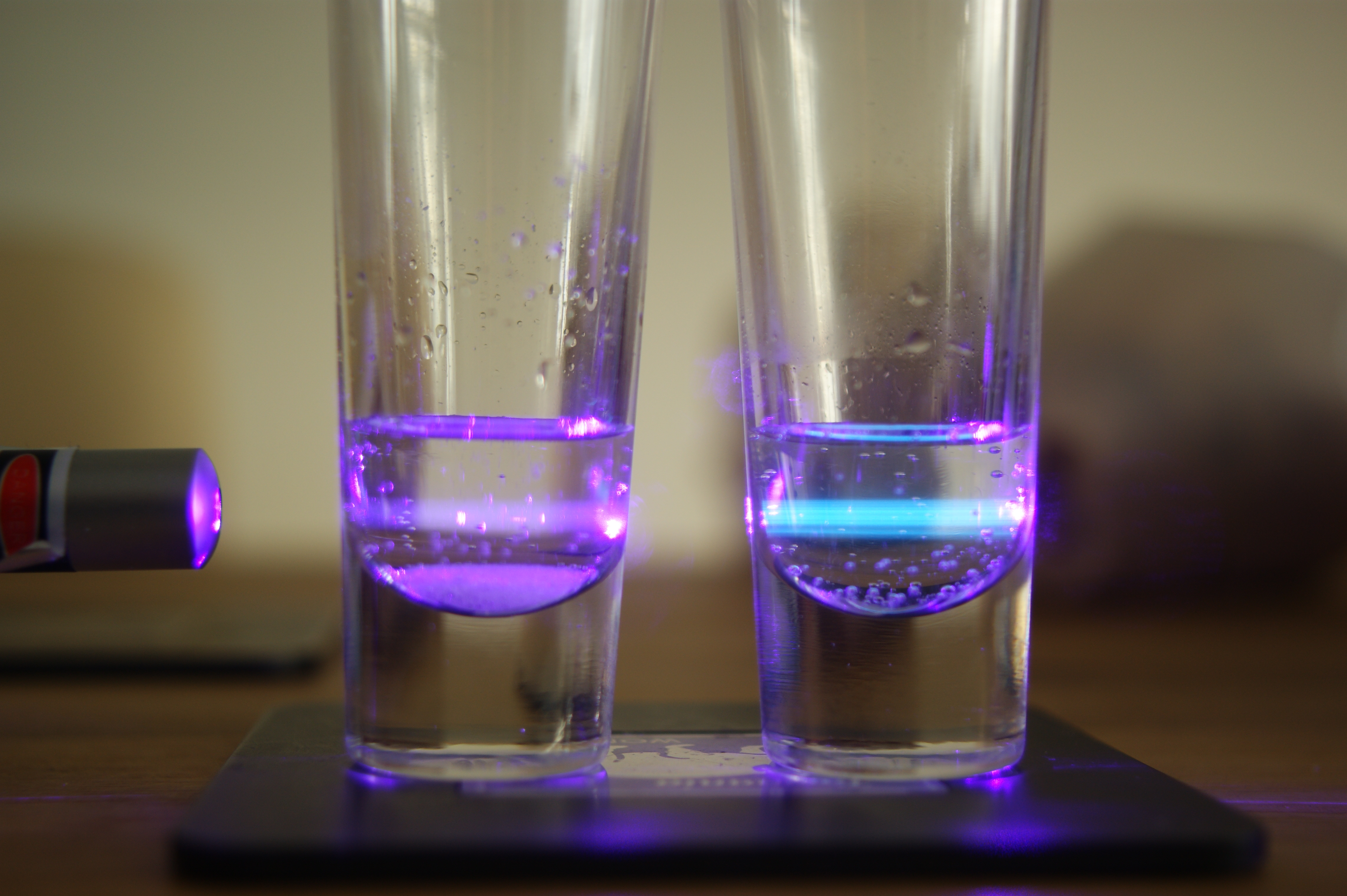
Due campioni di chinino disciolti in acqua e illuminati da un laser viola. Tipicamente il chinino emette una fluorescenza di colore blu, visibile nel campione di destra. Il campione di sinistra contiene ioni cloruro, che smorzano la fluorescenza del chinino, non permettendogli di emettere fluorescenza (la debole luce viola è solamente il riflesso del laser sul vetro).

Lo smorzamento (in inglese quenching) è il fenomeno attraverso il quale viene smorzata la fluorescenza; esso è dovuto a molecole che assorbono energia (come metalli oppure ossigeno).
Se lo smorzamento della fluorescenza è dovuto a molecole adiacenti alla molecola emittente, facenti parte dello stesso materiale, si parla di autosmorzamento.

## Il fenomeno
Lo smorzamento può essere di tipo statico o collisionale.
Lo smorzamento statico consiste nella formazione di un complesso non fluorescente tra il fluoroforo, ovvero la molecola che fluoresce e lo smorzatore, ovvero la molecola responsabile del fenomeno in questione, che si trova vicino al fluoroforo. Nello smorzamento di tipo collisionale, gli smorzatori invece si trovano sparsi in soluzione, e scontrandosi col fluoroforo ne assorbono energia.
Gli smorzatori sono molecole con elevato grado di libertà vibrazionale, come l'acqua, che assorbe quasi tutta l'energia del fluoroforo, oppure ioni paramagnetici o ancora ioni di atomi pesanti come iodio, bromo, ecc. Lo smorzamento di tipo collisionale è favorito dalla temperatura, la quale, evidentemente, incrementa l'energia cinetica. Questo sfavorisce la fluorescenza e la fosforescenza, è bene quindi far avvenire la fluorescenza e la fosforescenza a temperature basse, in modo da evitare che i possibili smorzatori in soluzione possano influenzarle.
La cinetica del processo è descritto dall'equazione di Stern-Volmer.